# Otiocerus schoenherri
Otiocerus schoenherri är en insektsart som beskrevs av Stsl 1859. Otiocerus schoenherri ingår i släktet Otiocerus och familjen Derbidae. Inga underarter finns listade i Catalogue of Life.